# Claire Keefer
Claire Keefer (nascida em 5 de maio de 1995) é uma atleta paralímpica de baixa estatura da Austrália. Conquistou uma medalha de bronze no Campeonato Mundial de Atletismo Paralímpico de 2015. Defendeu as cores da Austrália disputando os Jogos Paralímpicos do Rio de Janeiro, em 2016, onde obteve a medalha de bronze na prova feminina do arremesso de peso da categoria F41, com o arremesso de 8,16 metros.

## Detalhes
Keefer nasceu no ano de 1995 com acondroplasia.
Seus pais, Lindsay e Sue Keefer, moram em Withcott, no estado australiano de Queensland.
Já estudou na faculdade de Santa Úrsula. Keefer mora na Withcott, Queensland.
Trabalha em tempo parcial cuidando de crianças.